# جیانگ ژیپنگ
جیانگ ژیپنگ (انگلیسی: Jiang Zhipeng؛ زادهٔ ۶ مارس ۱۹۸۹) یک بازیکن فوتبال اهل کشور چین است. او برای باشگاه گوانژو آر اند اف بازی می‌کند و اولین بازی ملی خود را برای تیم ملی چین در سال ۲۰۱۳ انجام داد.